# Acamapichtli azték uralkodó
Acamapichtli (1355 körül – 1395.) az Azték Birodalom első uralkodója (Hueyi Tlatoani) volt, 1375 és 1395 között. Eredeti neve egyes források szerint Xilechoz vagy valami ehhez hasonló név lehetett, a később felvett Acamapichtli jelentése „maréknyi nád” vagy „aki nádat markol”, ábrázolásain azonban inkább egy nyílvesszőket markoló kéz látható. Elképzelhető, hogy ennek ahhoz a csicsimék szokáshoz van köze, hogy amikor meghódítottak egy-egy új területet, ott a négy égtáj irányába kilőttek egy-egy nyílvesszőt.

## Élete
1335 körül született az azték Opochtli és a culhuacáni tolték Náuhyotl tlatoani lányának, Atotoztli hercegnőnek fiaként. A 14. század elején Cuauhmixtitlánban, vagyis a későbbi Tenochtitlanban letelepedett aztékok 1375 körül döntöttek úgy, hogy pozíciójukat megerősítendő, a többi közeli városállamhoz hasonlóan ők is saját uralkodót választanak maguknak: a választás a jó családból származó Acamapichtlire esett, aki ráadásul korábban harcosként is kiemelkedő érdemeket szerzett, és valószínűleg pap is volt, de vannak olyan feltételezések is, miszerint a Chalman nevű calpulli vezetője volt.
Uralkodása alatt az aztékok az azcapoztalcói tepanék Tezozómoc alárendeltjei voltak, így a hódítások, amelyeket ők vittek véghez, nagyrészt inkább a tepanékok javát szolgálták: az ilyen hadjáratokban való részvétel egyébként is az azcapotzalcóiaknak járó kötelezettség része volt. A szerzett haszon egy része azonban mégis Tenochtitlanban maradt, így a város az évek során lassan erősödött.
Acamapichtli egy culhuacáni nemesi családból származó nőt, Ilancuéitlet vette feleségül, aki azonban terméketlennek bizonyult, így gyermekei tőle nem születtek. Ezért mind a 20 azték calpulli vezetője felajánlotta egy-egy lányát az uralkodónak, ettől a 20 nőtől (és valószínűleg továbbiaktól is) már rengeteg gyermeke származott, egyes becslések szerint akár közel száz is. Ezeket a gyermekeket mind tlazopipiltinnek, azaz „értékes gyermek”-nek tekintették, és ők alkották a jövendő azték társadalom nemességének jó részét, sőt, ketten közülük, Huitzilíhuitl és Itzcóatl később uralkodókká is váltak.